# Goniotorna angusta
Goniotorna angusta är en fjärilsart som beskrevs av Diakonoff 1960. Goniotorna angusta ingår i släktet Goniotorna och familjen vecklare. Inga underarter finns listade i Catalogue of Life.